# Drakaröret

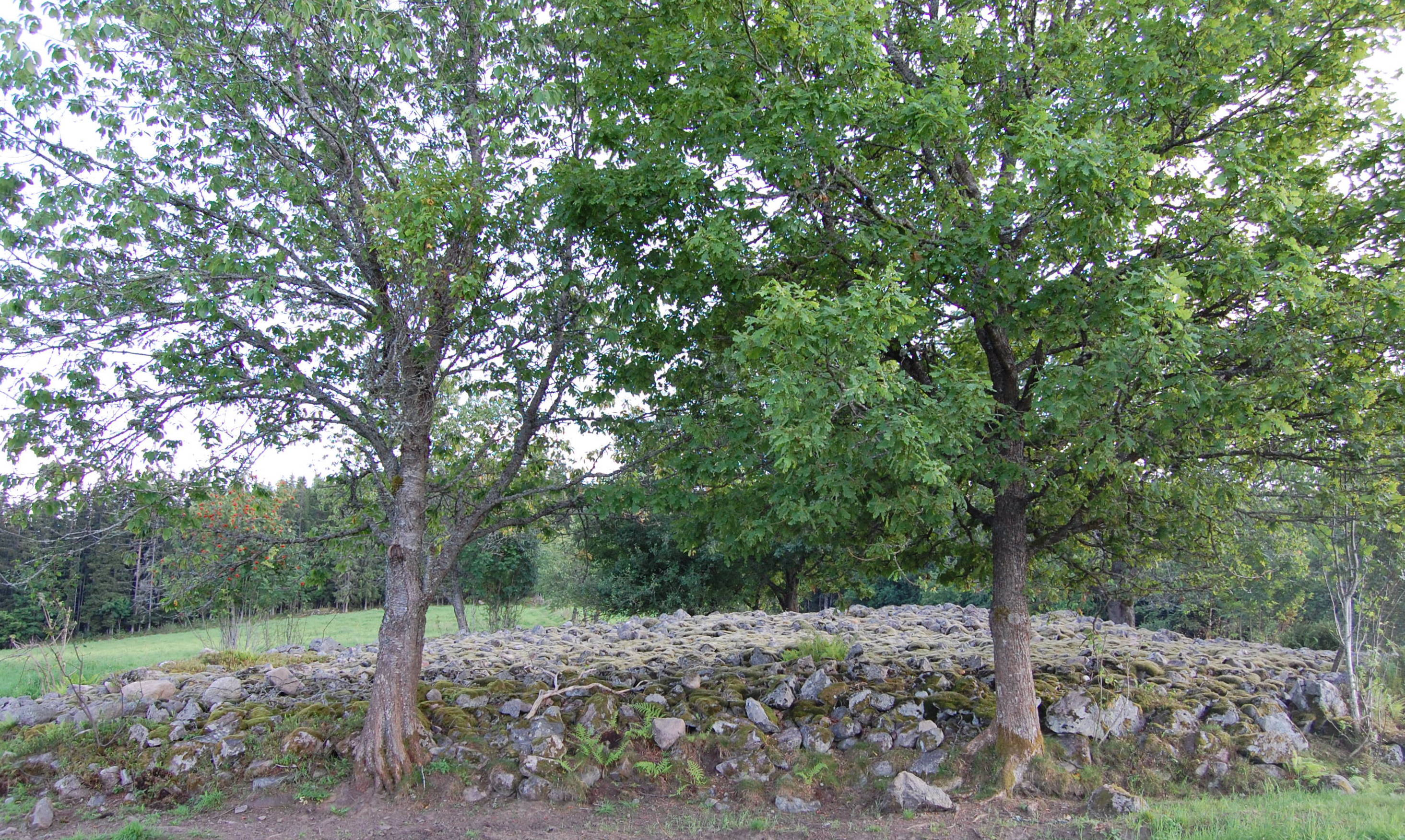
Drakaröret

Drakaröret ist eine Röse bei Biskopsberg in der schwedischen Gemeinde Sävsjö in Jönköpings län.
Der steinerne Grabhügel entstand in der Bronzezeit etwa zwischen 1800 und 500 v. Chr. Der Legende nach soll innerhalb des Hügels ein Drache einen Goldschatz bewachen.
Die Röse ist nicht zu verwechseln mit dem Gräberfeld Stora Drakaröret bei Romy und dem Treudd Stora Drakaröret auf dem Grabfeld Torsa stenar in Almesåkra socken.  